# Touliphourdon
Touliphourdon, im Lateinischen Tulifurdum (altgriechisch Τουλίφουρδον), ist ein Ortsname, der in der um 150 nach Christus erstellten Geographia des Claudius Ptolemaios als einer der im Innern Germaniens nördlicher liegenden Orte (πόλεις) mit 32° 00′ Länge (ptolemäische Längengrade) und 54° 00′ Breite angegeben wird. Touliphourdon liegt nach Ptolemaios zwischen Munition und Askalingion.
Bislang konnte der Ort nicht sicher lokalisiert werden. Ein interdisziplinäres Forscherteam um Andreas Kleineberg, das die Angaben von Ptolemäus neu untersuchte, schlug 2011 eine Transformation der antiken Koordinaten vor, die eine Lokalisierung Touliphourdons in der Nähe Hannovers in Niedersachsen ergibt.